# Andrewsianthus puniceus
Andrewsianthus puniceus är en bladmossart som först beskrevs av Christian Gottfried Daniel Nees von Esenbeck, och fick sitt nu gällande namn av Rudolf Mathias Schuster och Riclef Grolle. Andrewsianthus puniceus ingår i släktet Andrewsianthus och familjen Scapaniaceae. Inga underarter finns listade i Catalogue of Life.